# Interclasismo
El interclasismo es un concepto ideológico que hace referencia a la confluencia o colaboración de personas, movimientos o iniciativas que pertenecen a diferentes clases sociales. Se trata de una perspectiva que, de manera intencionada o no, busca diluir las diferencias y conflictos inherentes al sistema de clases, proponiendo la posibilidad de que intereses comunes puedan superar las contradicciones entre las clases sociales.
De acuerdo con el Diccionario de la lengua española, el término "interclasista" se refiere a aquello que comprende o afecta a varias clases sociales. Esto incluye tanto las iniciativas o proyectos que agrupan a individuos de distintas clases como las ideologías que promueven esta interacción.
El interclasismo surge generalmente en contextos donde se busca evitar la confrontación entre clases sociales o plantear soluciones que involucren a todos los sectores de la sociedad de manera igualitaria, sin cuestionar la estructura misma del sistema de clases. Esto puede estar presente en movimientos políticos, sociales, culturales e incluso económicos.

## Análisis crítico desde el marxismo
Desde una perspectiva marxista, el interclasismo es objeto de crítica, ya que se considera una herramienta que perpetúa la hegemonía de la clase dominante al enmascarar las contradicciones inherentes al capitalismo. Según esta perspectiva, las clases sociales tienen intereses irreconciliables, y el interclasismo actuaría como un mecanismo para desviar a las clases explotadas de su lucha por la emancipación y el poder político.
El marxismo argumenta que, en una sociedad dividida en clases, las soluciones interclasistas tienden a beneficiar desproporcionadamente a las clases dominantes, ya que estas cuentan con mayores recursos y poder para imponer sus intereses. La narrativa interclasista, por tanto, suele presentarse como "neutral" o "consensuada", pero, en realidad, mantiene las relaciones de explotación existentes.
Aun así, algunos comunistas no rehúsan todas las alianzas entre clases. Argumentan que, en un país con una población campesina grande, la transición al comunismo puede ser cumplida por una alianza entre campesinado y proletariado, unidos contra la clase burguesa. El concepto de Nueva Democracia de Mao Zedong llama al «campesinado, el proletariado, la pequeña burguesía y elementos nacionalistas y patrióticos de la burguesía a colaborar en conjunto para construir una sociedad socialista»:

La dictadura democrática popular se base en la alianza de la clase obrera, el campesinado y la pequeña burguesía urbana y, principalmente, en la alianza de los obreros y los campesinos, porque estas dos clases constituyen del 80 al 90 por ciento de la población de China. El derrocamiento del imperialismo y de los reaccionarios kuomintanistas se debe principalmente a la fuerza de estas dos clases. La transición de la nueva democracia al socialismo depende principalmente de la alianza de estas dos clases.
Mao Zedong

## Ejemplos de interclasismo
En la práctica, el interclasismo se manifiesta en diversos ámbitos:
- Movimientos políticos: Partidos o coaliciones que intentan aglutinar a personas de todas las clases sociales sin una posición clara sobre la lucha de clases. Ejemplo de esto son las formaciones que promueven un discurso de "unidad nacional" o "bienestar común".
- Iniciativas culturales o sociales: Proyectos que buscan promover valores o actividades comunes entre diferentes sectores de la población sin atender a las desigualdades estructurales.
- Enfoques económicos: Políticas que buscan beneficiar tanto a trabajadores como a empresarios bajo la premisa de que ambos comparten intereses comunes, como el crecimiento económico.